# Ariadna multispinosa
Ariadna multispinosa là một loài nhện trong họ Segestriidae.
Loài này thuộc chi Ariadna. Ariadna multispinosa được Elizabeth Bangs Bryant miêu tả năm 1948.